# Sekundarne djelatnosti
Sekundarne djelatnosti obuhvaćaju ljudske djelatnosti koje se odnose na proizvodnju raznih dobara koje su potrebne čovjeku osim proizvodnje hrane (proizvodnjom hrane se bave primarne djelatnosti). Najvažnije sekundarne djelatnosti su industrija, građevinarstvo, rudarstvo, energetika, brodogradnja i proizvodno obrtništvo. Sekundarne djelatnosti proizvode ona dobra koja čovjeku nisu nužno potrebna za život (kao primarne djelatnosti), ali bitno poboljšavaju kvalitetu života.
Sekundarne djelatnosti se javljaju već u neolitiku. Prva sekundarna djelatnost u povijesti je izrada raznih posuda od gline (lončarstvo). S vremenom se specijaliziraju ljudi koji se bave samo grnčarstvom, te svoje proizvode razmjenjuju s ljudima koji se bave poljoprivredom i stočarstvom, te se time razvija trgovina. U bakreno doba se pojavljuju obrtnici koji izrađuju razne proizvode od bakra, te se time širi sloj ljudi koji se bave sekundarnim djelatnostima. U doba prvih civilizacija (Egipat, Mezopotamija) već postoji sloj obrtnika koji izrađuju razne proizvode. S vremenom se razvija i rudarstvo zbog potrage za potrebnim metalima.
Obrtništvo i rudarstvo su jedine sekundarne djelatnosti do novog vijeka. Početkom novog vijeka se obrtništvo razvija i nastaju prve manufakture u kojima više obrtnika radi zajedno, te mogu proizvoditi više na dotadašnji način. S vremenom dolazi do otkrića raznih strojeva kojima se može proizvoditi više i bolje uz manji utrošak radne snage, te se time razvija industrija. Industrijska revolucija je uvela bitne promjene u život dotadašnjeg čovjeka. Istovremeno se modernizira poljoprivreda, te ona više ne zapošljava toliko radne snage (do industrijske revolucije se preko 90% ljudi bavilo poljoprivredom) koja se počinje zapošljavati u tvornicama i baviti industrijom. To potiče nagli rast gradova u kojima je industrija smještena.
Krajem 20. st. u industriji se zbog daljnje modernizacije i uvođenja strojeva koji ne traže mnogo radnika počinje smanjivati broj zaposlenih. Danas se u razvijenim državama većina ljudi bavi tercijarnim djelatnostima, dok industrija proizvodi više uz manji broj zaposlenih.